# Ille
Pour les articles homonymes, voir Ille (homonymie).
L’Ille est une rivière du département d'Ille-et-Vilaine, de la région Bretagne, et un affluent droit du fleuve la Vilaine à Rennes, préfecture de l'Ille-et-Vilaine, nommé à partir de ces cours d’eau.

## Étymologie et toponymie
Le nom Ille a la même signification que le mot « île ». Les formes anciennes attestées sont Q. d. Insula (1037), Isla (1085), Ysla (1230), Yle (1302),.
Son nom est en gallo : Ile.
Son nom est en breton : Il.
Son nom participe à la toponymie du canal d'Ille-et-Rance, du département d'Ille-et-Vilaine, de la Communauté de communes du Val d'Ille, et de plusieurs communes situées sur le cours de la rivière : Saint-Médard-sur-Ille, Saint-Germain-sur-Ille et Montreuil-sur-Ille. Plusieurs microtoponymes (hameaux et écarts) tirent également leur nom de l’Ille : la butte d’Ille et le pas d’Ille à Dingé, Ille à Montreuil-sur-Ille.

## Géographie
L’Ille coule uniquement dans le département d’Ille-et-Vilaine dans onze communes. Il prend sa source à la limite entre les communes de Lanrigan, de Saint-Léger-des-Prés et de Dingé, près du lieu-dit « la Butte d'Ille », à 78 m d'altitude au lieu-dit la Guzardière. L'Ille s'appelle aussi dans cette partie haute ou amont le ruisseau de la Guzardière.
Elle passe par Montreuil-sur-Ille, où elle rejoint le canal d’Ille-et-Rance, puis par Saint-Médard-sur-Ille ; elle forme ensuite la frontière entre Melesse (à l’ouest) et Saint-Germain-sur-Ille (à l’est) avant de couler à l’est de Chevaigné. Elle finit par passer à Betton, Saint-Grégoire et enfin Rennes, ou elle conflue en rive droite à 28 m d'altitude.

### Aménagements
L'Ille est un cours d'eau naturel mais aussi un canal de 48,7 km. Elle est représentée par un chenal navigable sur treize tronçons et non navigable sur quarante. Entre Montreuil-sur-Ille et Rennes, la rivière est tantôt parallèle au canal, tantôt se confond avec lui.

### Communes et cantons traversés
Dans le seul département de la Vilaine, l'Ille traverse les onze communes suivantes, de l'amont vers l'aval, de Dingé (source), Saint-Léger-des-Prés, Lanrigan, Montreuil-sur-Ille, Saint-Médard-sur-Ille, Saint-Germain-sur-Ille, Melesse, Chevaigné, Betton, Saint-Grégoire, Rennes (confluence).
Soit en termes de cantons, l'Ille prend source dans le canton de Combourg, traverse le canton de Val-Couesnon, canton de Melesse, canton de Betton, canton de Rennes-1, conflue dans le canton de Rennes-4, dans les arrondissements de Saint-Malo et de Rennes, dans les intercommunalités communauté de communes Bretagne Romantique, communauté de communes du Val d'Ille-Aubigné, Rennes Métropole.

### Bassin versant
L'Ille traverse quatre zones hydrographiques « l'Illet & ses affluents », « l'Ille de sa source à l'Illet (nc) », « la Vilaine de l'Ille (nc) à la Flume (nc) », « l'Ille de l'Illet (nc) à la Vilaine (nc) ». Son bassin versant est d'environ 470 km2

### Organisme gestionnaire
L'organisme gestionnaire est Eaux et Vilaine, sis à Nantes pour le siège social), à La Roche-Bernard pour les locaux administratifs et techniques et est l'héritière de l'IAV Institution d'Aménagement de la Vilaine. « L'I.A.V. s'est ainsi employée à mettre en œuvre un important programme d'aménagements dont le plus marquant demeure la réalisation du Barrage d’Arzal-Camoël, à l'embouchure de la Vilaine, pour isoler le bassin inférieur de la mer. ».

## Affluents
Son principal affluent est l’Illet (rg) 34 km.
D'amont en aval, l’Ille a comme affluents :
- rive gauche : le ruisseau de Boulet (rg) 7 km de rang de Strahler trois, la rivière d’Andouillé (rg) 11 km de rang de Strahler trois, l’Illet (rg) 34 km de rang de Strahler quatre.
- rive droite : le canal d'Ille-et-Rance (rd), le ruisseau de l’étang de la Ménardière (rd) 7 km de rang de Strahler deux, le ruisseau de la Jandière (rd), le ruisseau de la Touche (rd), le ruisseau de la Ménuchère (rd), le ruisseau de Quimcampoix (rd)[réf. nécessaire], le ruisseau de la Gravelle (rd) 2 km de rang de Strahler deux, le ruisseau de la Mare (rd) 4 km de rang de Strahler trois.

### Rang de Strahler
Le Rang de Strahler de l'Ille est donc de cinq par l'Illet.

## Hydrologie
Son régime hydrologique est dit pluvial océanique.

## Aménagements et écologie

### Canal d’Ille-et-Rance
L’Ille est reliée à la Rance par le canal d'Ille-et-Rance. Il crée ainsi un lien entre Rennes et Saint-Malo, et donc entre l’océan Atlantique, où se jette la Vilaine, et la Manche, où se jette la Rance.
Ce canal a été creusé entre 1804 et 1832, au départ pour contrer le blocus maritime anglais. Au total plus de 260 ouvrages jalonnent ce canal, dont 48 écluses et de nombreux ponts.

### Qualité de l'eau
Le suivi de la qualité physico-chimique de l'Ille se fait grâce à des points de prélèvement sur les communes de Montreuil-sur-Ille, de Saint-Grégoire et de Rennes (d'amont en aval), qui donnent les résultats suivants :
| Nitrates                                   | 2010 | 2011 | 2012 | 2013 |
| ------------------------------------------ | ---- | ---- | ---- | ---- |
| Concentration du paramètre (percentile 90) | 25,3 | 27,7 | 25,1 | 22,3 |
| Classe SEQ-Eau                             |      |      |      |      |

| Nitrates                                   | 2010 | 2011 | 2012 | 2013 |
| ------------------------------------------ | ---- | ---- | ---- | ---- |
| Concentration du paramètre (percentile 90) | 24   | 25   | 23   | 27   |
| Classe SEQ-Eau                             |      |      |      |      |

| Nitrates                                   | 2010 | 2011 | 2012 | 2013 |
| ------------------------------------------ | ---- | ---- | ---- | ---- |
| Concentration du paramètre (percentile 90) | 23   | 24   | 21   | 27   |
| Classe SEQ-Eau                             |      |      |      |      |

### Environnement
Plusieurs zones naturelles protégées se situent le long de l’Ille, notamment plusieurs zones naturelles d'intérêt écologique, faunistique et floristique (ZNIEFF) proches de la source de l’Ille :
- La fontaine de l’Ille[10] et l’étang aux moines[11] de 13 et 12 hectares à Dingé.
- Le marais des petits vaux[12] de 48 hectares au sud de Dingé.

Dans Rennes, les bras de l’Ille et le canal Saint-Martin forment une île peu urbanisée d’une trentaine d’hectares : les prairies Saint-Martin.

### Activités
L’activité de tourisme fluvial est développé le long de la partie canalisée. Le sentier de grande randonnée 37 passe par-dessus l'Ille au niveau de Montreuil-sur-Ille.
Le Canoë Kayak Club de l'ile Robinson, à Saint-Grégoire, possède une base nautique.
Enfin, le festival de jazz « Jazz aux Écluses » se tient tous les ans à Hédé-Bazouges.